# كياكلا (سيمرغ)
كياكلا (بالفارسية: کیاکلا) هي مدينة تقع في إيران في مازندران. يقدر عدد سكانها بـ 7,364 نسمة .